# Царукаев, Александр Ибрагимович
Александр Ибрагимович Царукаев (осет. Цӕрукъаты Ибрагимы фырт Алыксандр; 12 декабря 1918 — 12 декабря 2000) — осетинский писатель.

## Биография
Александр Царукаев родился в семье крестьянина-бедняка в селе Карман-Синдзикау (ныне Дигорский район Северной Осетии) 12 декабря 1918 года. Окончил семилетнюю школу в родном селе. Работал учителем. Высшее образование получил в 1951 году, окончив педагогический институт в Дзауджикау. В 1957 году окончил Литературный институт имени А. М. Горького в Москве.
Первые произведения Царукаева были опубликованы в 1933 году. Его перу принадлежат сборники прозы и поэзии «Ӕмдзӕвгӕтӕ» (Стихи), «Сӕууон зарджытӕ» (Утренние песни), «Арвырдын» (Радуга), «Царды авдӕн» (Колыбель жизни), «Ӕзынма дӕ ӕцӕг зонын» (Казалось мне — знаю тебя), «От отца к сыну», «Тропинки сердца». Особое место в творчестве Царукаева занимают произведения для детей. Он перевёл на осетинский язык стихи и прозу А. Л. Барто, К. И. Чуковского, Дж. Родари.
Похоронен на Аллее Славы во Владикавказе

## Награды
- Медаль «За трудовую доблесть» (5 октября 1960 года) — за выдающиеся заслуги в развитии осетинского искусства и литературы и в связи с декадой искусства и литературы Северо-Осетинской АССР в гор. Москве[1]